# Мельникова, Ангелина Романовна
Ангели́на Рома́новна Ме́льникова (род. 18 июля 2000, Воронеж) — российская гимнастка. Олимпийская чемпионка 2020 в командном первенстве, абсолютная чемпионка мира в личном многоборье 2021, бронзовый призёр Олимпийских игр 2020 в личном многоборье и вольных упражнениях, серебряный призёр Олимпийских игр 2016 года в командном первенстве, двукратный серебряный призёр чемпионата мира в командном первенстве (2018, 2019), двукратный бронзовый призёр чемпионата мира 2019 года в личном многоборье и вольных упражнениях, двукратная чемпионка Европейских игр 2019 года, четырёхкратная чемпионка Европы (2016, 2017, 2018, 2021). Заслуженный мастер спорта России (2016).

## Карьера

### 2014 год
В 2014 году Ангелина Мельникова на турнире L’International Gymnix выиграла золотую медаль в командном первенстве и серебро в многоборье и брусьях, а также бронзу вольных упражнениях. На первенстве России среди юниоров завоевала золото в командном первенстве, многоборье, бревне и вольных упражнениях. На чемпионате Европе среди юниоров вместе с Марией Бондаревой, Дарьей Скрыпник, Седой Тутхалян и Анастасией Дмитриевой завоевала золото в командном первенстве, также завоевала золото в личном многоборье, бревне. Серебро на брусьях, шестое место в опорном прыжке.

### 2015 год
В первенстве России среди юниоров завоевала золото в командном первенстве и бревне, также серебро в личном многоборье и вольных упражнениях и пятое место на брусьях. В турнире Elite Gym Massilia, проводимый в Марселе, Франция завоевала серебро в команде вместе с Дарьей Скрыпник, Евгенией Шелгуновой и Натальей Капитоновой, а также золото в многоборье и заняла пятое место на брусьях и шестое в вольных упражнениях.

### 2016 год

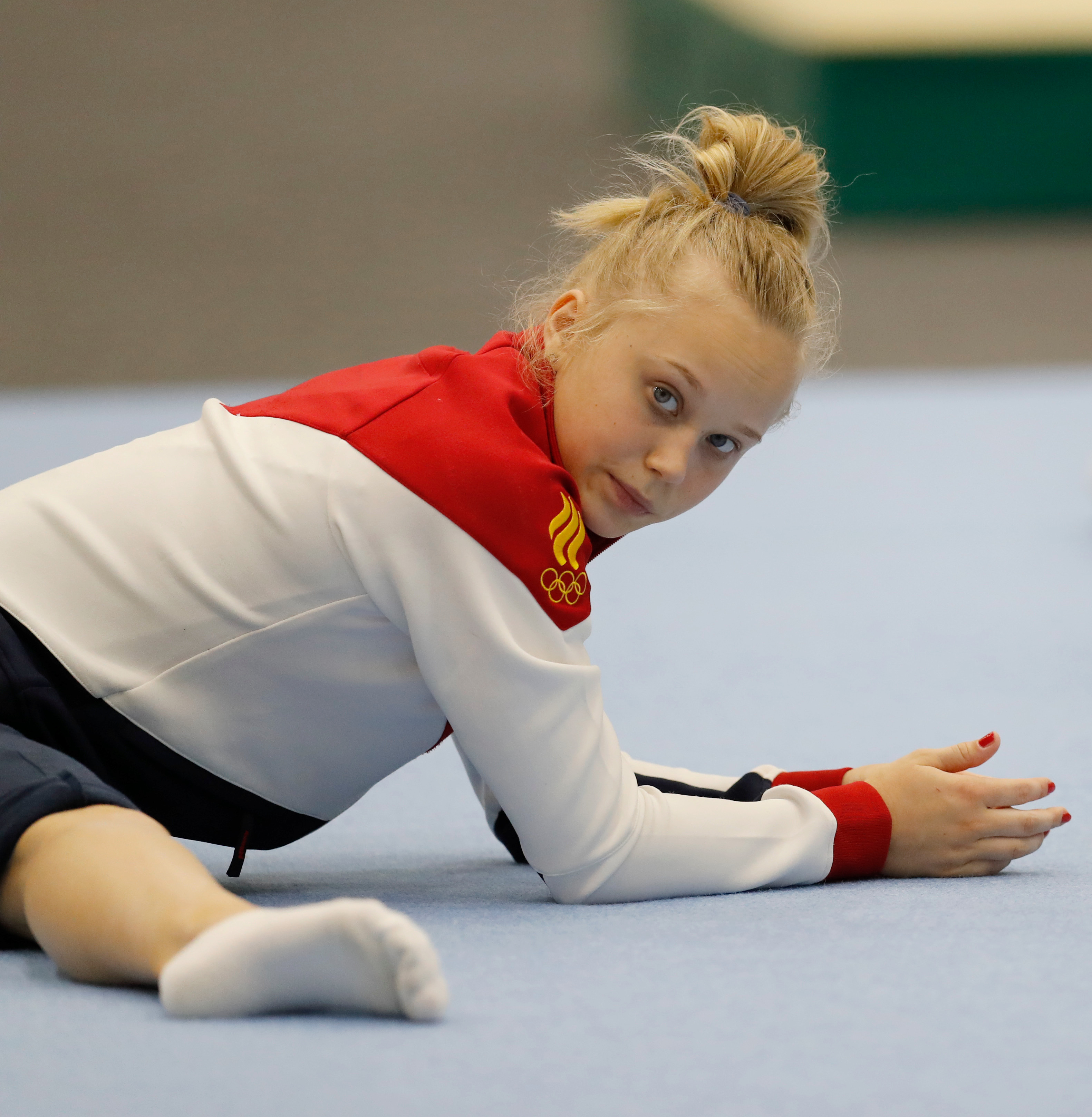
2016 год

На чемпионате России 2016 в Пензе Мельникова одержала победу в многоборье и на бревне, а также стала второй на вольных, проиграв Ксении Афанасьевой и пятой на брусьях. После успешного дебюта на взрослом уровне 15-летняя гимнастка была включена в состав национальной сборной. Победила в командном многоборье на чемпионате Европы 2016 в Берне и заняла пятое место на бревне.

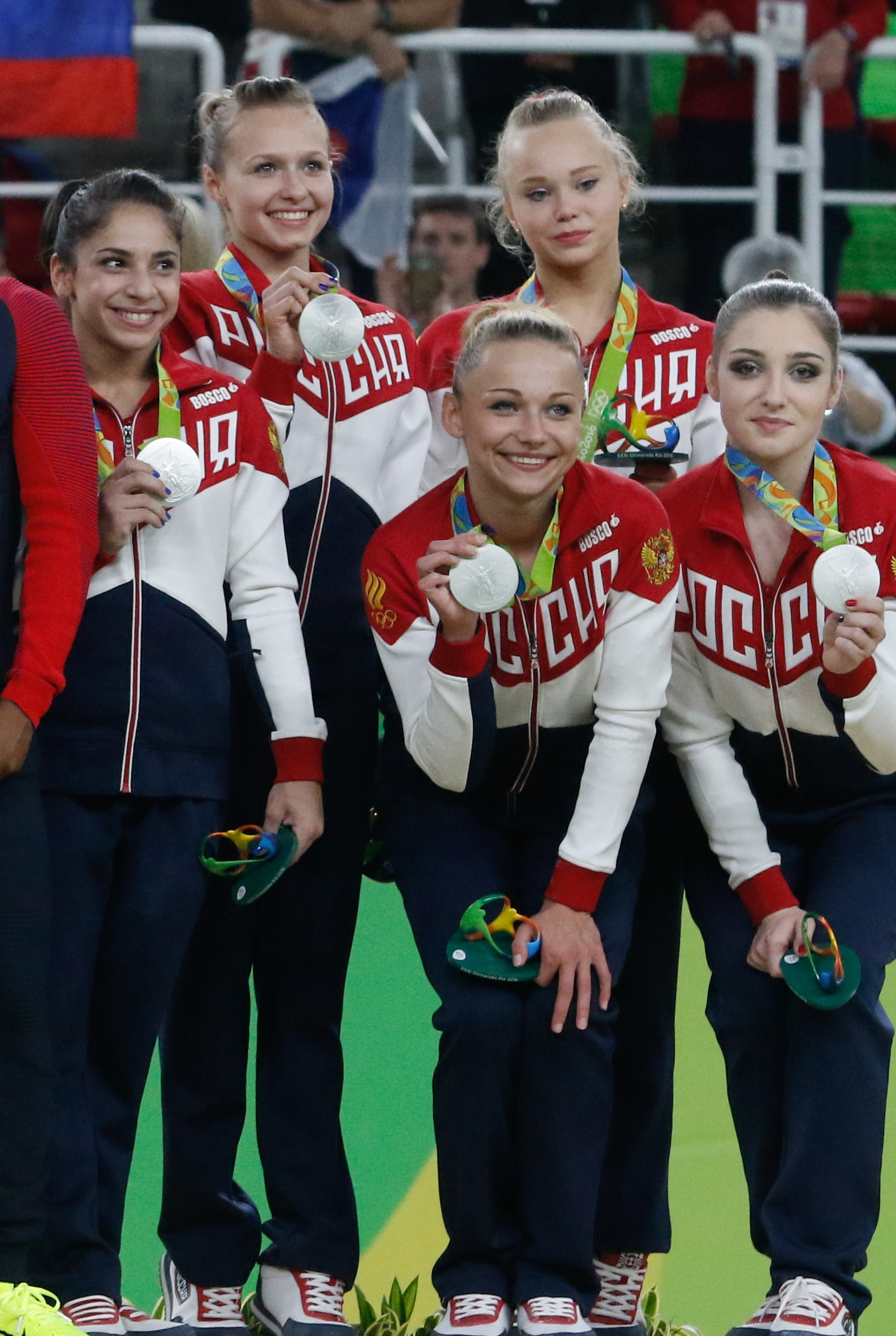
Ангелина Мельникова (вверху справа) и сборная России на Олимпийских Играх 2016

На летних Олимпийских играх 2016 в Рио-де-Жанейро в составе сборной России стала серебряным призёром вместе с Алией Мустафиной, Марией Пасекой, Дарьей Спиридоновой и Седой Тутхалян в командном первенстве.

### 2017 год
С 2017 года Мельникова стала капитаном женской команды, сменив Алию Мустафину. На чемпионате России завоевала серебро в командном многоборье, бронзу в опорном прыжке и на бревне и стала 11 в личном многоборье и восьмой в вольных упражнениях. На чемпионате Европы в апреле 2017 года в Румынии (Клуж-Напока) стала чемпионкой Европы в вольных упражнениях с суммой 14,100 балла и заняла восьмое место в опорном прыжке.
В августе выступала на Кубке России, проходившем в Екатеринбурге, где завоевала золото многоборье и бревне, а также бронзу в командном многоборье и опорном прыжке.
На проходившем в московском спорткомплексе «Олимпийский» в декабре 2017 года XXIV турнире по спортивной гимнастике на кубок Михаила Воронина завоевала золото в личном многоборье среди взрослых. Сборная России, которую представляли Александра Щеколдина, победившая в юниорских соревнованиях, и Ангелина Мельникова, в итоге заняла первое место в командном первенстве.

### 2018 год
В 2018 году на чемпионате России в Казани, Мельникова стала первой в многоборье, а также в упражнениях на брусьях, бревне и вольных упражнениях. В опорном прыжке стала второй, уступив Виктории Трыкиной.
На Кубке России взяла золото в командном первенстве, многоборье и брусьях.

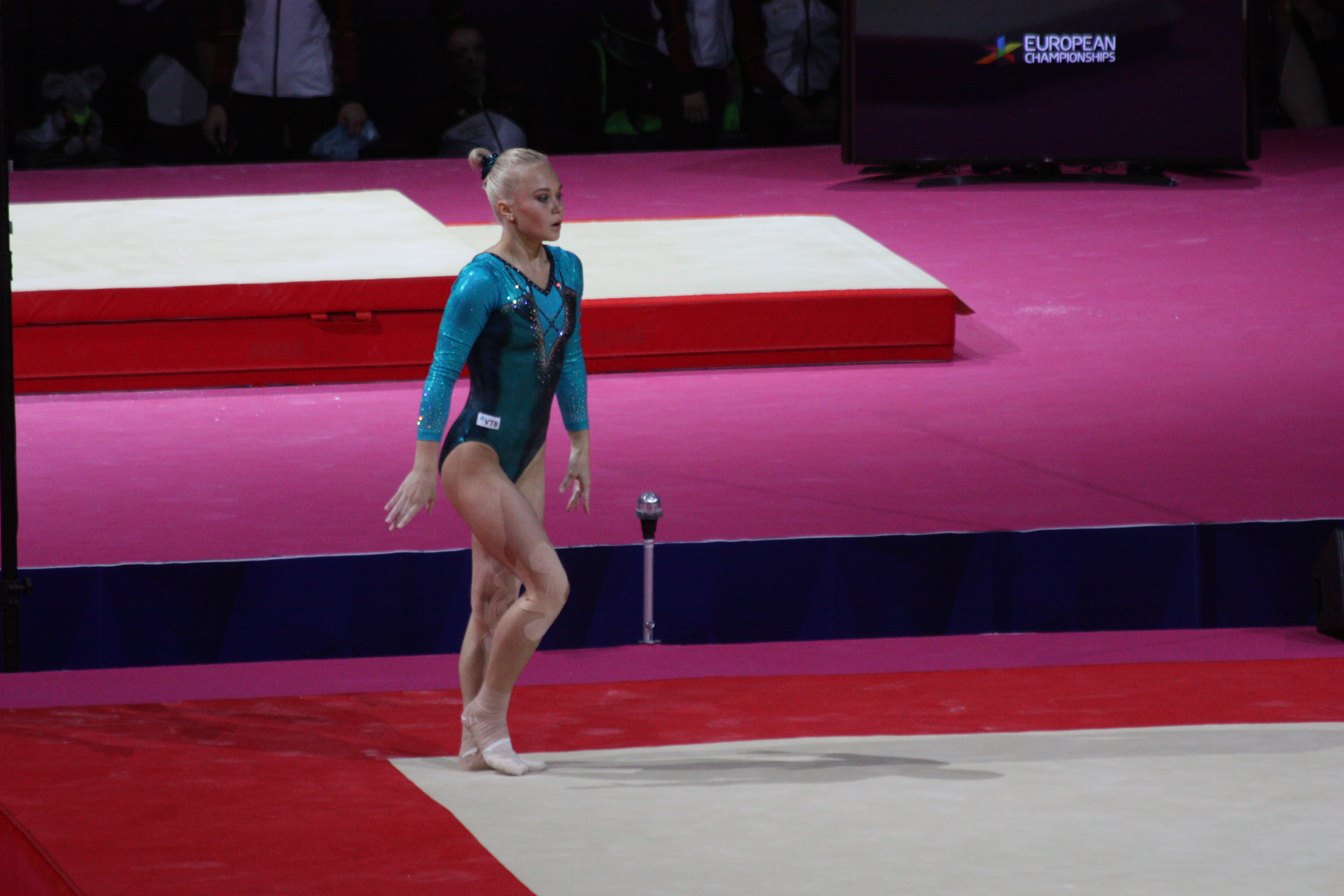
На чемпионате Европы 2018

На чемпионате Европы 2018 года в Глазго Мельникова вместе с Ангелиной Симаковой, Лилией Ахаимовой, Ириной Алексеевой и Ульяной Перебиносовой взяли золотую медаль в командном первенстве. Завоевала серебро в опорном прыжке и бронзу на разновысоких брусьях.
Завоевала серебро на чемпионате мира 2018 года в Дохе в командном первенстве, а также пятое место в многоборье и четвёртое место в вольных упражнениях.

### 2019 год
В 2019 году на чемпионате России в Пензе завоевала серебряную медаль в команде в составе ЦФО, а также серебро в опорном прыжке и в упражнении на бревне. На брусьях стала третьей, а вольных упражнениях победила.
В марте 2019 года в составе сборной России (Александра Щеколдина, Ангелина Мельникова, Дарья Белоусова, Ангелина Симакова и Ксения Клименко) заняла второе место на Командном кубке вызова (англ. Team Challenge Cup) в Штутгарте.
На чемпионате Европы 2019 в Щецине завоевала бронзовую медаль в личном многоборье, а также серебро в упражнении на брусьях и бронзу — в вольных упражнениях.

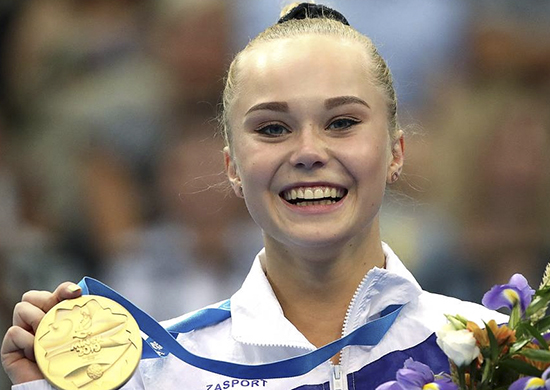
На Европейских играх 2019

На Европейских играх 2019 завоевала золото в личном многоборье и брусьях, а также серебро в опорном прыжке и на бревне.
На чемпионате мира 2019 в Штутгарте в составе сборной России завоевала командное серебро, а также бронзовую медаль в личном многоборье и в вольных упражнениях.

### 2021 год
На чемпионате Европы 2021 в Базеле обошла в квалификации дебютантку Викторию Листунову, но в основных соревнованиях в личном многоборье допустила грубые ошибки в упражнениях на бревне и на брусьях и в итоге стала серебряным призёром, уступив Листуновой. В соревнованиях на отдельных снарядах выиграла свою чётвертую золотую медаль чемпионатов континента, показав лучший результат в упражнениях на брусьях, а также заняла третье место в опорном прыжке и второе — в вольных упражнениях.
На летних Олимпийских играх 2020 в Токио Мельникова стала чемпионкой в командном многоборье вместе с Викторией Листуновой, Владиславой Уразовой и Лилией Ахаимовой с результатом 169,528, опередив сборную США (результат 166,096 соответственно). В личном многоборье завоевала бронзу уступив Сунисе Ли и Ребеке Андраде. В опорном прыжке заняла пятое место и восьмое место на брусьях. На следующий день завоевала бронзовую медаль в вольных упражнениях уступив Джейд Кэри и Ванессе Феррари и поделила одинаковые баллы с Маи Мураками, выиграв свою вторую бронзовую медаль и четвёртую олимпийскую медаль.
На чемпионате мира 2021 стала чемпионкой мира в личном многоборье. Золото Мельниковой в личном многоборье стало первым для России с 2010 года, когда чемпионкой стала Алия Мустафина. Через 2 дня после победы в многоборье завоевала бронзовую медаль в опорном прыжке. На следующий день завоевала серебряную медаль в вольных упражнениях.

### 2024 год
31 июля 2024 года на разминке перед Кубком России в Новосибирске Ангелина Мельникова получила повреждение ноги, из-за чего вынуждена была сняться с турнира. У спортсменки диагностировали разрыв головки икроножной мышцы, девушке наложили гипс.
С 3 августа по 14 сентября 2024 в онлайн-кинотеатре «Кинопоиск» выходил 8-серийный сериал Евгения Стычкина «Игры», где Ангелина сыграла роль советской спортсменки-гимнастки Елены Травниной.

## Спортивные достижения

### Юниорские
| Год  | Турнир                    | Команда | Многоборье | Опорный прыжок | Разновысокие брусья | Бревно | Вольные упражнения |
| ---- | ------------------------- | ------- | ---------- | -------------- | ------------------- | ------ | ------------------ |
| 2013 | Русские надежды           | 1       | 2          | 2              | 2                   |        |                    |
| 2014 | L’International Gymnix    | 1       | 2          |                | 2                   |        | 3                  |
| 2014 | Первенство России         | 1       | 1          |                | 7                   | 1      | 1                  |
| 2014 | Чемпионат Европы (юниоры) | 1       | 1          | 6              | 2                   | 1      |                    |
| 2014 | Top Gym                   |         | 1          | 1              | 1                   |        |                    |
| 2015 | Первенство России         | 1       | 2          |                | 5                   | 1      | 2                  |
| 2015 | ITA-RUS-ROU-COL Friendly  | 1       | 2          |                |                     |        |                    |
| 2015 | Elite Gym Massilia        | 2       | 1          |                | 5                   |        | 6                  |
| 2015 | Кубок Воронина            | 1       | 2          | 1              |                     |        | 1                  |

### Взрослые
| Год  | Турнир                       | Команда | Многоборье | Опорный прыжок | Разновысокие брусья | Бревно | Вольные упражнения |
| ---- | ---------------------------- | ------- | ---------- | -------------- | ------------------- | ------ | ------------------ |
| 2016 | DTB Pokal Team Challenge Cup | 1       |            |                |                     |        |                    |
| 2016 | Чемпионат России             | 1       | 1          |                | 5                   | 1      | 1                  |
| 2016 | Чемпионат Европы             | 1       |            |                |                     | 5      |                    |
| 2016 | Кубок России                 | 1       | 1          |                | 2                   | 1      | 3                  |
| 2016 | Летние Олимпийские игры      | 2       |            |                |                     |        |                    |
| 2016 | Arthur Gander Memorial       |         | 1          |                |                     |        |                    |
| 2016 | Swiss Cup                    | 3       |            |                |                     |        |                    |
| 2016 | Toyota International         |         |            | 4              | 1                   | 2      | 2                  |
| 2017 | Чемпионат России             | 2       | 11         | 3              |                     | 3      | 8                  |
| 2017 | Stuttgart World Cup          |         | 2          |                |                     |        |                    |
| 2017 | City of Jesolo Trophy        | 3       | 6          | 3              |                     | 7      | 3                  |
| 2017 | London World Cup             |         | 5          |                |                     |        |                    |
| 2017 | Чемпионат Европы             |         |            | 8              |                     |        | 1                  |
| 2017 | Кубок России                 | 3       | 1          | 3              | 4                   | 1      | 5                  |
| 2017 | Чемпионат мира               |         | 16         | R2             |                     |        |                    |
| 2017 | Mexican Open                 |         | 3          | 1              | 1                   | 6      | 3                  |
| 2017 | Кубок Воронина               | 1       | 1          | 2              | 2                   |        | 8                  |
| 2018 | Stuttgart World Cup          |         | 4          |                |                     |        |                    |
| 2018 | Birmingham World Cup         |         | 1          |                |                     |        |                    |
| 2018 | City of Jesolo Trophy        | 1       | 4          | 2              | 3                   | 3      | 5                  |
| 2018 | Чемпионат России             | 2       | 1          | 2              | 1                   | 1      | 1                  |
| 2018 | Кубок России                 | 1       | 1          |                | 1                   |        |                    |
| 2018 | Чемпионат Европы             | 1       |            | 2              | 3                   |        | 6                  |
| 2018 | Чемпионат мира               | 2       | 5          | R3             | R3                  |        | 4                  |
| 2018 | Arthur Gander Memorial       |         | 4          |                |                     |        |                    |
| 2018 | Swiss Cup                    | 2       |            |                |                     |        |                    |
| 2019 | Чемпионат России             | 2       | 2          | 2              | 3                   | 2      | 1                  |
| 2019 | EnBW DTB-Pokal Challenge     | 2       |            |                |                     |        |                    |
| 2019 | Чемпионат Европы             |         | 3          | 5              | 2                   |        | 3                  |
| 2019 | Европейские игры             |         | 1          | 2              | 1                   | 2      | R1                 |
| 2019 | Кубок России                 |         | 2          | 2              | 3                   |        | WD                 |
| 2019 | Чемпионат мира               | 2       | 3          |                | 4                   | R3     | 3                  |
| 2019 | Brabant Trophy               | 2       |            |                |                     |        |                    |
| 2019 | Toyota International         |         |            | 1              | 1                   | 1      | 7                  |
| 2020 | 1st Italian Serie A          | 9       |            |                |                     |        |                    |
| 2020 | Friendship & Solidarity Meet | 2       |            |                |                     |        |                    |
| 2021 | Чемпионат России             | 4       | 3          | 1              | 3                   |        | 1                  |
| 2021 | Чемпионат Европы             |         | 2          | 3              | 1                   |        | 2                  |
| 2021 | Кубок России                 |         | 3          | 2              | 2                   | 3      | 2                  |
| 2021 | Летние Олимпийские игры      | 1       | 3          | 5              | 8                   |        | 3                  |
| 2021 | Чемпионат мира               |         | 1          | 3              | 4                   | 7      | 2                  |
| 2021 | Arthur Gander Memorial       |         | 1          |                |                     |        |                    |
| 2021 | Swiss Cup                    | 1       |            |                |                     |        |                    |
| 2022 | Кубок России                 |         | 1          | 1              | 2                   | 2      | 1                  |
| 2023 | Чемпионат России             | 3       | 2          | 4              |                     |        | 6                  |
| 2023 | Кубок России                 |         | 5          | 1              | 4                   | 6      | 2                  |

## Политическая деятельность
В апреле 2025 года Мельникова выдвинула свою кандидатуру на праймериз «Единой России» для участия в выборах в Воронежскую городскую думу. Спортсменка баллотировалась как беспартийный кандидат по 23-му избирательному округу. В мае она одержала победу на праймериз.
23 июля 2025 года Мельникова объявила о снятии кандидатуры, объяснив это невозможностью совмещать избирательную кампанию с подготовкой к международным соревнованиям. По данным СМИ, решение также связано с запретом Международной федерации гимнастики на совмещение спортивной карьеры с работой в госструктурах для спортсменов с нейтральным статусом.
Депутат Госдумы Ирина Роднина прокомментировала решение Мельниковой, отметив сложность совмещения профессионального спорта и депутатской деятельности.

## Награды
- Медаль ордена «За заслуги перед Отечеством» I степени (25 августа 2016) — за высокие спортивные достижения на Играх XXXI Олимпиады 2016 года в городе Рио-де-Жанейро (Бразилия), проявленные волю к победе и целеустремлённость[26].
- Заслуженный мастер спорта России (2016)
- Орден Дружбы (11 августа 2021) — за большой вклад в развитие отечественного спорта, высокие спортивные достижения, волю к победе, стойкость и целеустремлённость, проявленные на Играх XXXII Олимпиады 2020 года в городе Токио (Япония)[27].
- Медаль «За укрепление боевого содружества» (14 августа 2021)[28][29]
- Почётный гражданин города Воронежа (2021)[30]